# Александровская улица (Старая Русса)
Алекса́ндровская улица — улица в Старой Руссе. Проходит через исторический центр города от «Живого моста» до ул. Тахирова.

## История
Первоначальное название — Александровская. Точная причина поименования не известна, возможно такое название связано с располагавшимися на улице культовыми сооружениями во имя св. благоверного князя Александра Невского, возможно, с именем российских императоров Александра I или Александра II. Возможно, название было дано по наименованию Александровского моста (горожане именовали этот мост «Живым»), на который улица вела.
В советское время носила имя видного русского революционера и советского государственного деятеля Володарского (1891—1918).
Историческое наименование возвращено в 2014 году Решением Совета депутатов города Старая Русса от 10.12.2014 № 84.

## Достопримечательности
- Памятник солдатам Вильманстрандского полка (у пересечения с Минеральной улицей)
- д. 5/12 — бывший дом Полянского  памятник архитектуры
- д. 14 — Храм иконы Божией Матери Старорусская  памятник архитектуры (перестроен)
- д. 23 — музей Северо-Западного фронта[3]

## Известные жители
Историк, краевед, автор самой первой книги о Старой Руссе М. И. Полянский (1857—1924)

## Галерея

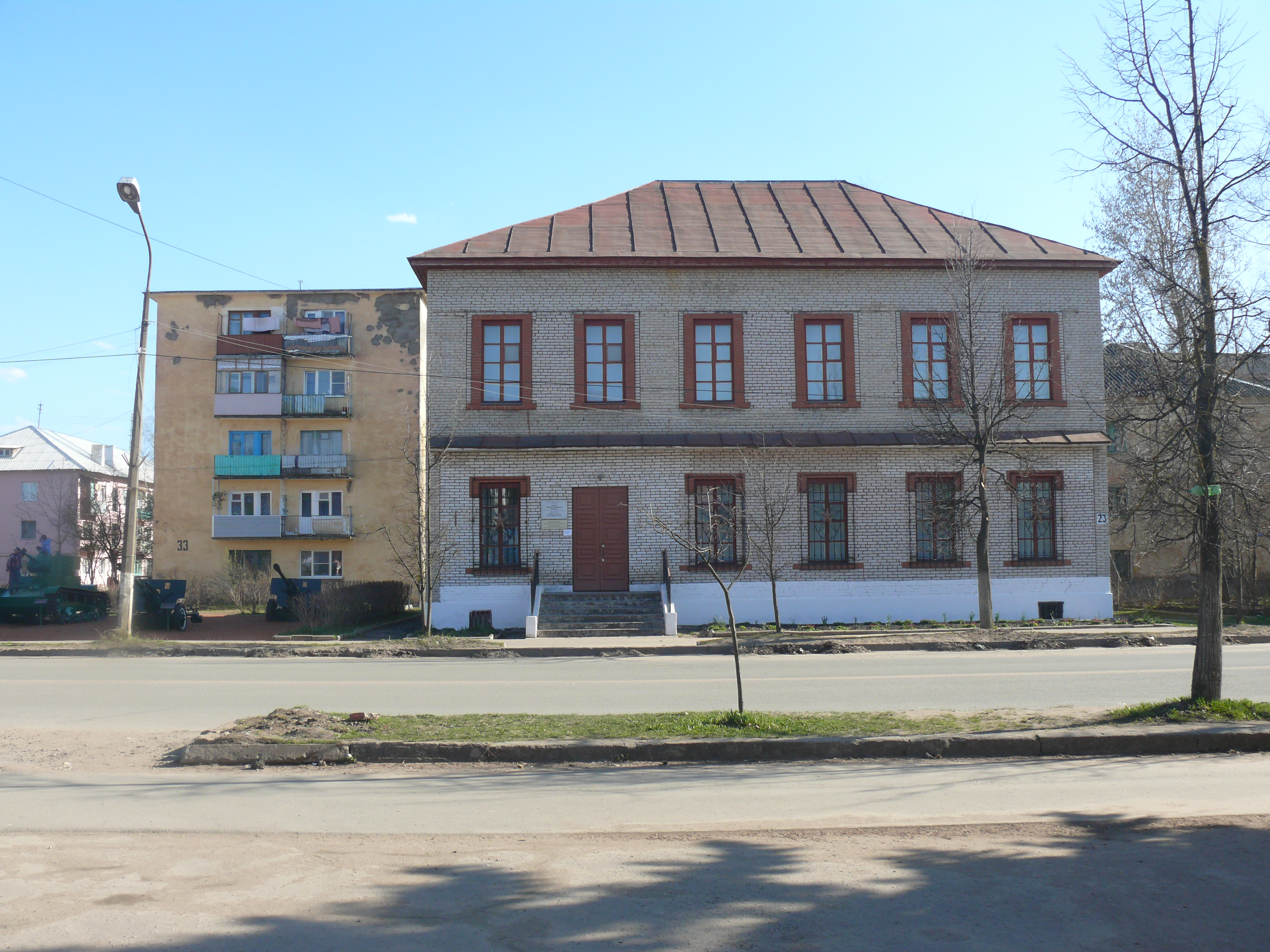
Музей Северо-Западного фронта
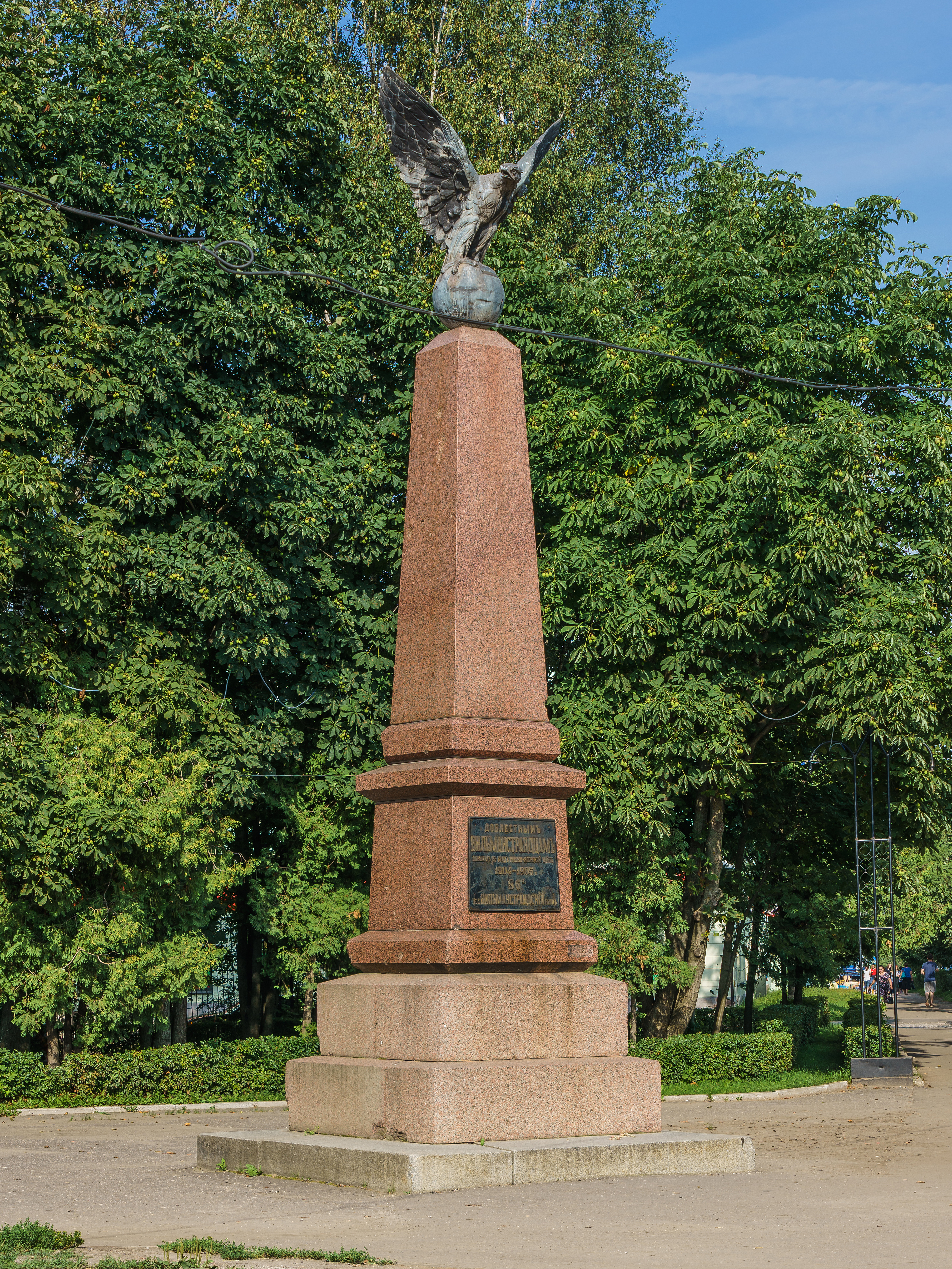
Памятник солдатам Вильманстрандского полка
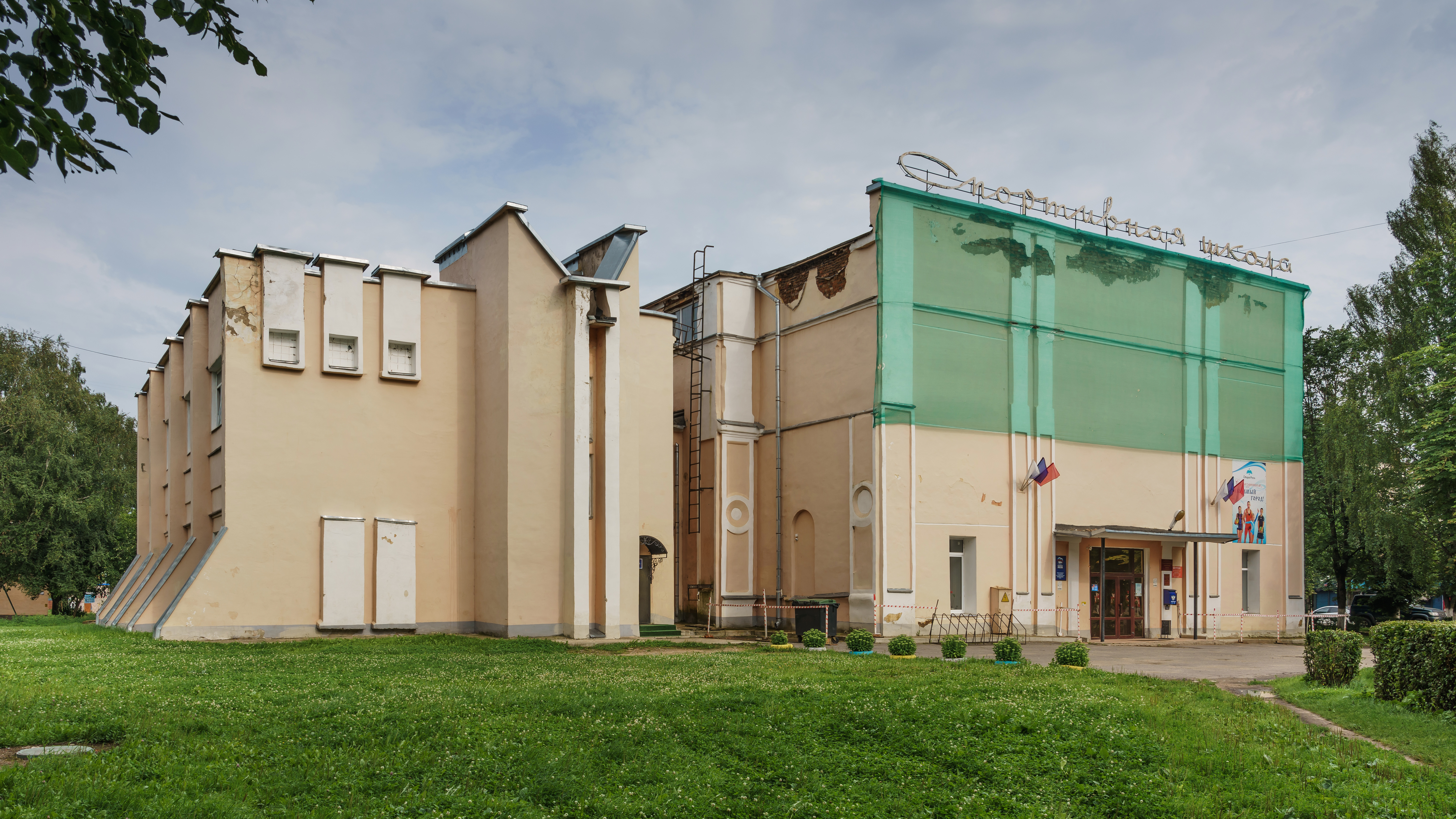
Храм иконы Божией Матери Старорусская (перестроен под детскую спортивную школу)